# Hidjelidjé
 Hidjelidjé è un comune del Ciad situata nel dipartimento di Ouadi Rimé, provincia di Batha.